# Gemeinde Šmarješke Toplice
Die Gemeinde Šmarješke Toplice (Slowenisch: Občina Šmarješke Toplice) ist eine aus 24 Ortschaften bestehende Gemeinde nordöstlich von Novo mesto in der historischen Landschaft Dolenjska/Unterkrain (Region Jugovzhodna Slovenija) im Südosten Sloweniens. Hauptort und Sitz der Gemeindeverwaltung ist der Kurort Šmarješke Toplice.

## Ortschaften der Gesamtgemeinde
Folgende Ortschaften bilden die Gemeinde (in Klammern die vor 1918 gebräuchlichen deutschsprachigen Bezeichnungen):
- Bela Cerkev, (dt. Weißkirchen in der Unterkrain, auch Weissenkirchen)
- Brezovica, (dt. Bresowitz bei Sankt Margarethen)
- Čelevec, (dt. Tschelevetz)
- Dol pri Šmarjeti, (dt. Thal)
- Dolenje Kronovo, (dt. Unterkronau)
- Draga, (dt. Draga bei Weisskirchen)
- Družinska vas, (dt. Gesindeldorf)
- Gorenja vas pri Šmarjeti, (dt. Oberdorf bei Sankt Margarethen)
- Gradenje, (dt. Grodin)
- Grič pri Klevevžu, (dt. Gritsch)
- Hrib, (dt. Berg bei Weißkirchen)
- Koglo, (dt. Kogel)
- Mala Strmica, (dt. Kleinstermitz)
- Orešje, (dt. Nußdorf)
- Radovlja, (dt. Radoll, auch Radule)
- Sela pri Zburah, (dt. Geschiess)
- Sela, (dt. Dörflein)
- Strelac (Šmarješke Toplice), (dt.  Schützendorf in der Unterkrain)
- Šmarješke Toplice, (dt. Töplitz)
- Šmarjeta, (dt. Sankt Margarethen in der Unterkrain)
- Vinica pri Šmarjeti, (dt. Weinitz bei Sankt Margarethen)
- Vinji Vrh, (dt. Weinberg bei Weißkirchen)
- Zbure, (dt. Meierhof)
- Žaloviče (dt. Salloch in der Unterkrain)

## Nachbargemeinden
|                   | Škocjan                                     |            |
| Mokronog-Trebelno | Kompassrose, die auf Nachbargemeinden zeigt | Škocjan    |
| Novo mesto        | Novo mesto                                  | Šentjernej |

## Sehenswürdigkeiten
- Thermalbad Šmarješke Toplice[3]
- Natur-Thermalquelle Klevevška Toplica[4]
- Radulja-Schlucht[5]
- Andreaskirche im Dorf Bela Cerkev[6]

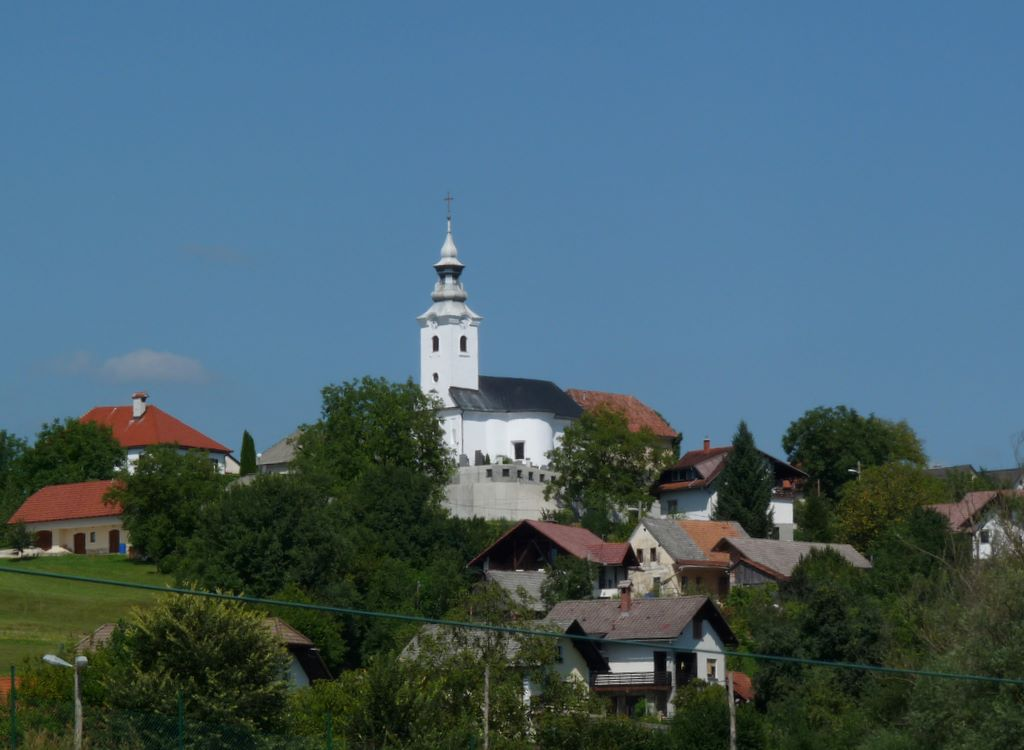
Andreaskirche in Bela Cerkev
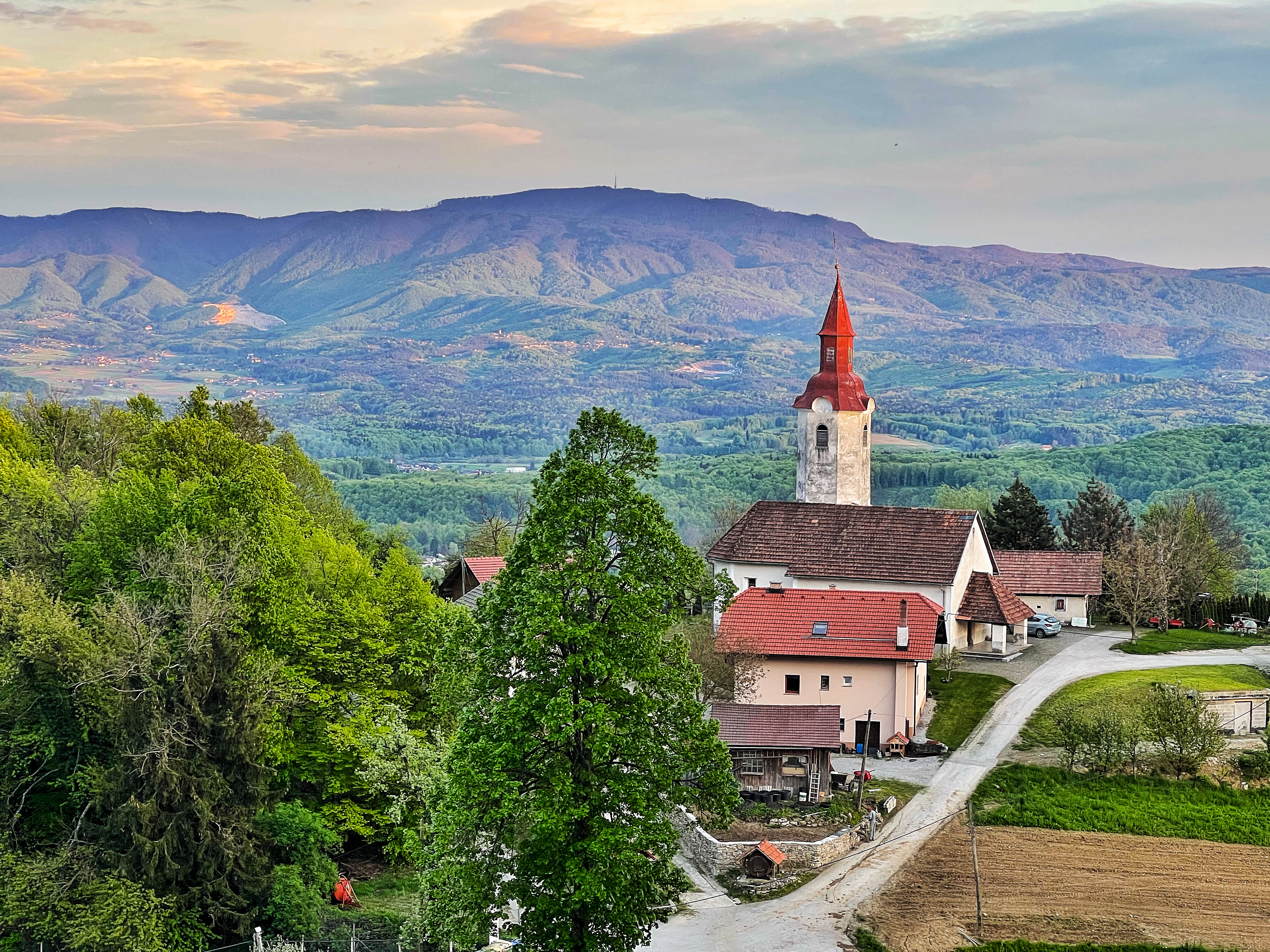
St. Leonhard in Koglo
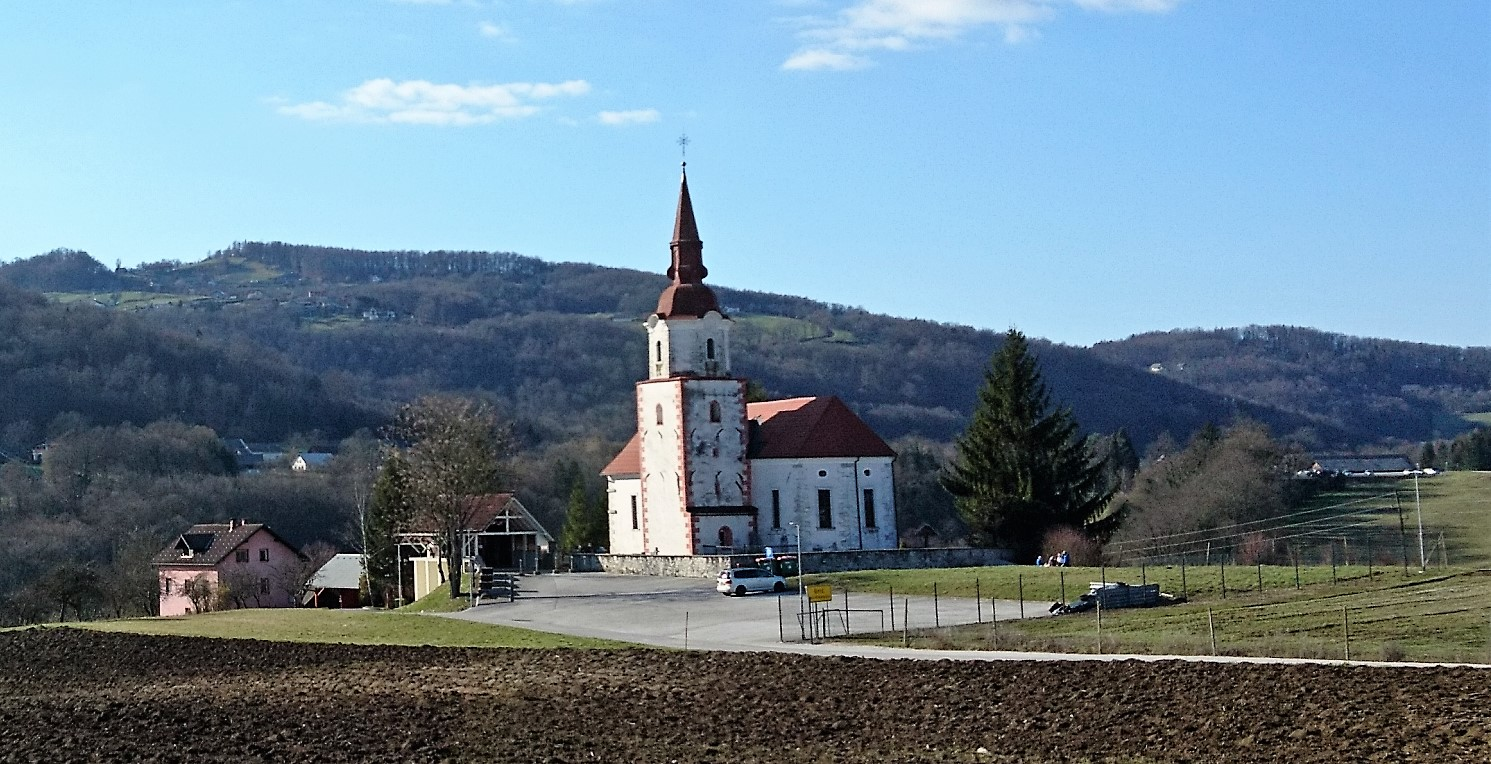
Marienkirche in Slapa
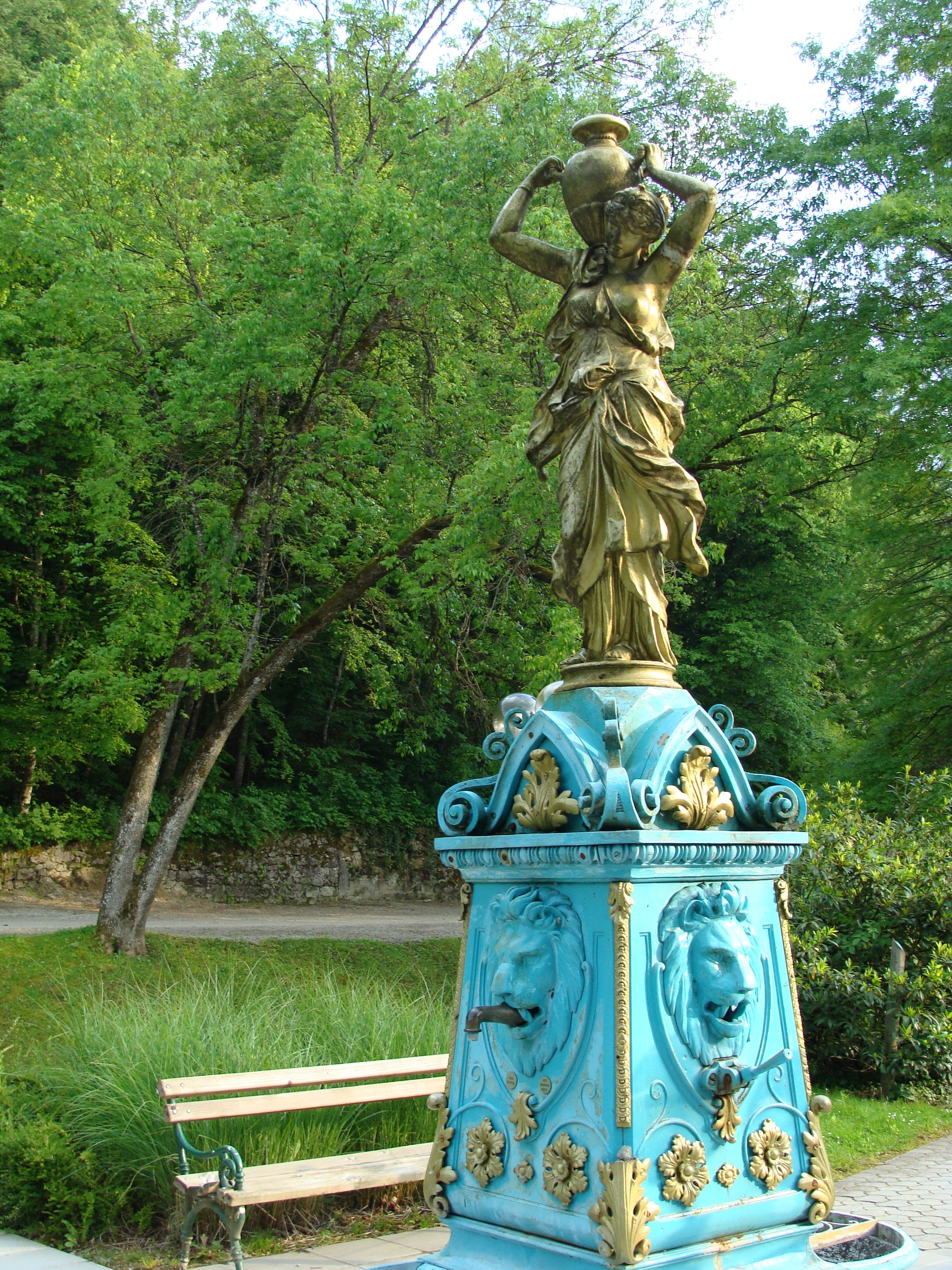
Brunnen im Thermenpark

## Geschichte

### Mittelalter
Siedlungen in der zur heutigen Gemeinde gehörenden Gegend sind bereits im 13. Jahrhundert urkundlich erwähnt worden, wie etwa die Burg Klingenfels (slowenisch: Klevevž) im Jahr 1267. Die umliegenden niederkrainischen Ländereien im Radulja-Tal hatten die Fürstbischöfe von Freising aus den Ländereien der Hemma von Gurk erworben. Die Bischöfe verkauften ihre abgelegene Herrschaft schließlich 1622. Im Zweiten Weltkrieg wurde die Burg von den Partisanen niedergebrannt.   Bela Cerkev wurde im Jahr 1283 als Alba eccclesia und 1296 unter dem Namen Weysenchirchen erwähnt.

### Zweiter Weltkrieg
Auf dem Gemeindegebiet von Šmarješke Toplice sind bisher vier Massengräber aus der Zeit des Zweiten Weltkriegs und danach gefunden worden und zwar drei in Grič pri Klevevžu und eins in Strelac (Šmarješke Toplice).

### 21. Jahrhundert
Šmarješke Toplice löste sich 2006 durch ein Referendum von der Gemeinde Novo mesto und ist seit dem 1. Januar 2007 eine eigene selbstständige Gemeinde.